# 中央研究院統計科學研究所
中央研究院統計科學研究所，簡稱統計所，是中央研究院下設的統計學研究機構。

## 沿革
- 1980年7月：周元燊、刁錦寰、李景均等21位院士聯名建議設立「統計學研究所」，經院士會議會議決議通過。
- 1981年2月19日：總統核定設所。
- 1982年7月1日：成立籌備處，以趙民德博士為籌備處主任。
- 1987年8月：奉准成所，改名「統計科學研究所」。

## 外部連結
- 中央研究院統計科學研究所